# Food Records
Food Records foi uma gravadora britânica de rock criada em 1984 por David Balfe, que mais tarde assumiu Andy Ross como seu parceiro. Originalmente formada como uma gravadora independente, com distribuição através da Rough Trade Distribution, a Food também licenciou atos através da WEA Records, antes de se tornar intimamente associada à Parlophone do grupo EMI. A EMI investiu no rótulo e, em 1994, a EMI ganhou o controle total e o dobrou na Parlophone em 2000.

## Artistas
A Food foi vendida para a EMI por David Balfe em 1994. Andy Ross continuou a administrar a Food como um sub-selo da EMI, onde era a gravadora de Blur, Idlewild, Jesus Jones, Dubstar, The Supernaturals, Octopus e Grass Show.